# Skamieniały Wędrowiec

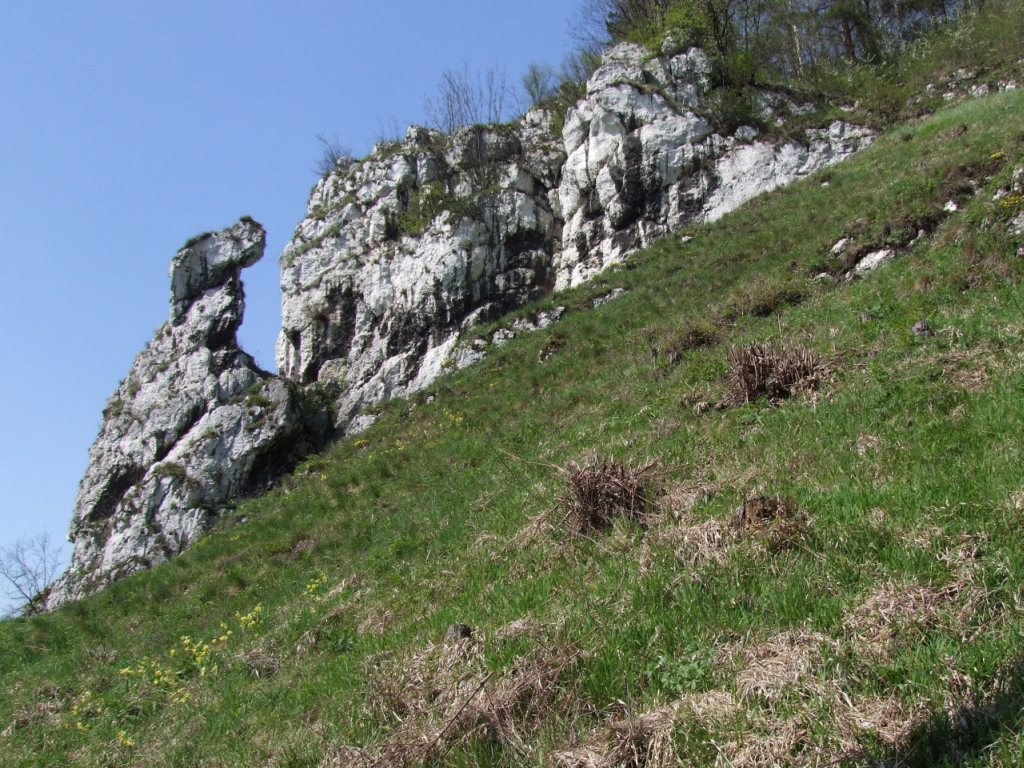
Skamieniały Wędrowiec – widok od zachodniej strony

Skamieniały Wędrowiec – skała znajdująca się na orograficznie lewym zboczu Doliny Prądnika na obszarze Ojcowskiego Parku Narodowego. Znajduje się na zachód od miasta Skała, na terenie wsi Stoki w gminie Skała w powiecie krakowskim, w województwie małopolskim, przy skrzyżowaniu drogi nr 773 z drogą do Ojcowa.
Nazwa skały pochodzi od tego, że swoim kształtem przypomina ona wędrowca. Kształt ten najlepiej widoczny jest z miejsca po drugiej stronie potoku Prądnik. Skała powstała w wyniku nierównej odporności skał wapiennych na wietrzenie. Skamieniały Wędrowiec znajduje się w większym masywie nieposiadających nazwy skał wapiennych. Masyw ten wraz z Pochylcami znajdującymi się po drugiej stronie bocznej doliny tworzy bramę skalną, jedną z wielu w Dolinie Prądnika.

## Szlaki turystyki pieszej
– czerwony z Pieskowej Skały Doliną Prądnika do Ojcowa.